# Supercopa d'Espanya de bàsquet de 2009
La Supercopa espanyola de bàsquet 2009 es va disputar al Centro Insular de Deportes, a Las Palmas. Els equips participants van ser:
- Gran Canaria 2014 - equip organitzador
- Regal FC Barcelona - Campió de la Lliga ACB 2008/09
- Caja Laboral Baskonia - Campió de la Copa del Rei de bàsquet 2009
- Reial Madrid - 4t lloc a la Lliga ACB 2008/09

## Quadre resum
|  | Semifinals               | Semifinals   |    |  | Final                    | Final |  |
|  |                          |              |    |  |                          |       |  |
|  | 2 d'octubre - Las Palmas |              |    |  |                          |       |  |
|  | Gran Canaria 2014        | 51           |    |  |                          |       |  |
|  | Regal FC Barcelona       | 74           |    |  |                          |       |  |
|  |                          |              |    |  |                          |       |  |
|  |                          |              |    |  | 3 d'octubre - Las Palmas |       |  |
|  |                          |              |    |  | Regal FC Barcelona       | 86    |  |
|  |                          | Reial Madrid | 82 |  |                          |       |  |
|  |                          |              |    |  |                          |       |  |
|  |                          |              |    |  |                          |       |  |
|  |                          |              |    |  |                          |       |  |
|  | 2 d'octubre - Las Palmas |              |    |  |                          |       |  |
|  | Caja Laboral Baskonia    | 62           |    |  |                          |       |  |
|  | Reial Madrid             | 87           |    |  |                          |       |  |

## Semifinals
| 2 d'octubre del 2009, 18:30                                              |                                           |                                                                             | |
| Gran Canaria 2014 · Pts. McDonald 12 · Reb. Augustine 10 · Ass. Fisher 2 | 51-74 1Q 13-15 2Q 13-24 3Q 15-19 4Q 10-16 | Regal FC Barcelona · Pts. N'Dong 13 · Reb. N'Dong 6 · Ass. Rubio, Navarro 6 | Centro Insular de Deportes, Las Palmas Francisco de la Maza Miguel Ángel Pérez Pérez Antonio Conde |
|                                                                          |                                           |                                                                             | Centro Insular de Deportes, Las Palmas Francisco de la Maza Miguel Ángel Pérez Pérez Antonio Conde |

| 2 d'octubre del 2009, 21:00                                             |                                           |                                                                 | |
| Caja Laboral Baskonia · Pts. Teletovic 17 · Reb. Barac 4 · Ass. Ribas 5 | 62-87 1Q 18-30 2Q 07-18 3Q 22-18 4Q 15-21 | Reial Madrid · Pts. Bullock 13 · Reb. Hervelle 7 · Ass. Llull 5 | Centro Insular de Deportes, Las Palmas Juan Carlos Arteaga Jose Antonio Martín Bertrán Óscar Perea |
|                                                                         |                                           |                                                                 | Centro Insular de Deportes, Las Palmas Juan Carlos Arteaga Jose Antonio Martín Bertrán Óscar Perea |

## Final
| 3 d'octubre del 2009, 19:00                                           |                                           |                                                                       |                                                                                        |
| Regal FC Barcelona · Pts. Navarro 22 · Reb. Lorbek 7 · Ass. Navarro 5 | 86-82 1Q 29-27 2Q 17-22 3Q 20-22 4Q 20-11 | Reial Madrid · Pts. Garbajosa 17 · Reb. Velickovic 8 · Ass. Bullock 3 | Centro Insular de Deportes, Las Palmas Juan Carlos Arteaga Pérez Pizarro Antonio Conde |
|                                                                       |                                           |                                                                       | Centro Insular de Deportes, Las Palmas Juan Carlos Arteaga Pérez Pizarro Antonio Conde |